# Space Cadet
Space Cadet (titulado El cadete espacial en Hispanoamérica y Cadete espacial en España) es el noveno episodio de la undécima temporada de la serie de televisión animada cómica Padre de familia. Se estrenó originalmente el 6 de enero de 2013 en los Estados Unidos mediante FOX. Fue escrito pot Alex Carter y dirigido por Pete Michels.

## Argumento
Los Griffin se enteran de que Chris no le va bien en la escuela y se preocupan por su futuro. Mientras lo discuten, él escucha y se siente ofendido cuando no creen que él es inteligente. Para aumentar la autoestima de Chris, Peter y Lois le permiten ir a un campamento de su elección, decidido a demostrar que no es tonto, él toma un campamento espacial en la NASA. Sin embargo, Chris tiene problemas para encajar y llama a sus padres para que vayan por él y lo regresen a casa. Cuando llegan los Griffin, Chris les da un recorrido por la nave espacial antes de salir y Stewie accidentalmente los lanza al espacio. Mientras están atrapados en el espacio y la familia atrapa, Chris se responsabiliza por todo. Al saber que los técnicos están trabajando en traerlos de regreso, los Griffin exploran la nave mientras esperan. Cuando se comunican de la nave espacial a las oficinas de la NASA, la comunicación se pierde y Peter en un intento de arreglarlo lo destruye totalmente. Ellos tratan de aterrizar el transbordador por sí mismos y Chris toma el volante de regreso y lo baja tal y como aprendió en el campamento. Por desgracia, el servicio de transporte se sale de control, pero Chris logra estabilizar el piloto automático. Al llegar con éxito es aplaudido por el público y Chris es proclamado un héroe para salvar a su familia
.

## Recepción

### Audiencia
El episodio fue visto por un total de 7.260.000 personas, lo que lo convirtió en el segundo programa más visto en la dominación de animación de la noche superando a Bob's Burgers y American Dad! pero perdiendo frente a Los Simpsons con 8.970.000.

### Recepción crítica
Kevin McFarland de The A.V. Club dio al episodio una calificación de B–, diciendo: "'Space Cadet "en realidad termina siendo un título particularmente apropiado para un episodio de Family Guy que se convirtiera en uno demasiados cortes, totalmente desenfocados y ajeno a la atractiva trama emocional que pone en marcha." En contraste, John Blabber de 'Bubbleblabber' dio al episodio un 9/10 diciendo: "Creo que estamos empezando a ver algunos de los nuevos ingredientes que son lanzadas en el lote de mezcla divertida que es Padre de familia."